# 京急ステーションコマース
株式会社京急ステーションコマース（けいきゅうステーションコマース、英文社名：Keikyu Station Commerce Co., Ltd.）は、かつて存在した東京都港区に本社を置く京浜急行電鉄の完全子会社。駅売店および駅ナカ店舗の運営、鉄道グッズのインターネット通販事業を行っていた京急グループの企業である。
京急グループ内の流通事業再編により、2019年4月1日付で株式会社京急ストアに吸収合併されて解散。同社が行っていた事業は京急ストアへ継承された。同社が運営していたウェブサイト「京急エキナカインフォメーション」は、株式会社京急ストアにより引き続き公開されている（ドメイン名・URLも同じ）。

## 概要
1947年（昭和22年）に設立され、駅構内で売店の営業を行っていた株式会社京急共栄会を前身とする。
2001年6月15日、京急ステーションサービス（旧商号）として、京浜急行電鉄の100%出資により設立。駅運営受託業務（ステーションサービス）を開始した。2005年7月1日に（新）京急ステーションサービスを設立、同時に（旧）京急ステーションサービスは京急ステーションコマースに商号変更。駅運営受託業務を（新）京急ステーションサービスへ移管し、駅員は（新）京急ステーションサービスに所属した。これにより、京急ステーションコマースは駅売店・駅ナカ商業施設の運営に専念する企業となった。
京急ステーションコマースは、京急グループ流通部門の一員として、駅売店や飲食店などの運営、駅構内テナントの運営管理、新規テナントの誘致などの事業を行っていた。またインターネット通販事業として、京浜急行電鉄のオリジナルグッズを販売するオンラインショップ「おとどけいきゅう」を開設・運営していた。「お客様の役に立つ」「利益を生む」「分かち合う」の3つの経営理念に基づき「京急線の沿線価値の向上と、魅力的かつ利便性の高いエキナカ空間の創造を担う中核的な企業を目指す」ことを掲げていた。
2009年9月30日、京浜急行電鉄はセブン-イレブン・ジャパンと業務提携を結び、フランチャイズ出店により駅売店「京急ステーションストア」を順次「セブン-イレブン京急ST」へ転換し、同年度中に10店舗を転換、2年間で約80店舗の全店を転換する方針であると発表。同年11月13日に品川駅と横浜駅で最初の「セブン-イレブン京急ST」が開店した。その後、駅売店の大半を「セブン-イレブン京急ST」へ転換した。

## 駅員が店員を兼務する売店
2000年（平成12年）、駅事務室と駅売店のレジカウンターを一体型した売店「京急ステーションストア（Keikyu St.2）」を、京急久里浜線の新大津駅・北久里浜駅・津久井浜駅の3駅に設置。売店には専任の店員を置かず、駅員がレジ業務や品出し・発注業務まで売店の全業務を兼務するという、他の大手私鉄では類例を見ない運営形態で物議を醸した。その後は他の駅にもこうした形態の売店が増えていき、沿線では「京急の駅の特徴的な風景」として地元民に長らく認知されることとなった。
京浜急行電鉄はこの「駅員兼務売店」の導入理由について、「自動券売機や自動改札機、交通系ICカードの普及により、駅構内に生じた空きスペースを活用するため売店を設置した」「駅はもともと早朝から深夜まで開いているため、駅員が店員を兼ねれば営業時間を長くできて便利になると考えた」「駅員が店員を兼ねることで人件費削減につながり、収益が上がらず閉店するということもない」としていた。
一例として、駅員2人勤務の駅では、1人が駅改札と売店レジを兼務し、もう1人が駅の事務作業と売店の納品を兼務する。1回のシフトで2人が朝から翌朝まで24時間勤務し、次のシフトの係員と交代する。鉄道トラブルの発生時など「どうしても駅業務に回らなければならない場合」には、一時的に売店を閉めて対応する。
先述のとおり、駅売店の運営は京急ステーションコマースが行うが、同社では当初は駅業務の委託も行っていた。その後、駅業務の委託が2005年に設立された京急ステーションサービスへ移管され、京急の駅員は京浜急行電鉄本体ではなく、京急ステーションサービスに所属していた。そのため、駅売店を兼務していた駅員は京浜急行電鉄ではなく、京急ステーションサービスの従業員であった。
京急ステーションサービスはその後、2017年10月16日付で京浜急行電鉄へ吸収合併されて消滅したが、京急ステーションサービスの消滅後も、駅員が売店業務を兼務する形態は続けられていた。
セブン-イレブンとの業務提携により、2009年以降は駅売店の全店をセブン-イレブンへ転換する方針としていた。しかしその後もセブン-イレブンへの転換は予定どおりに進まず、駅員が店員を兼務する売店「京急ステーションストア」は、2018年2月時点でもなお、横須賀地区を中心に20店舗が残っていた。同月時点の設置駅は以下のとおり。
- 京急空港線 - 大鳥居駅
- 京急本線 - 大森海岸駅、六郷土手駅、鶴見市場駅、花月園前駅、京急新子安駅、井土ヶ谷駅、屏風浦駅、能見台駅、京急田浦駅、県立大学駅、堀之内駅、京急大津駅、馬堀海岸駅
- 京急逗子線 - 六浦駅、神武寺駅、新逗子駅
- 京急久里浜線 - 新大津駅、北久里浜駅、津久井浜駅

2019年の京急ストアへの吸収合併後も、セブン-イレブンに転換されず「京急ステーションストア」として営業していた売店は、2020年3月時点で横須賀地区を中心に19店舗が残っていた。しかし新型コロナウイルス感染症（COVID-19）の影響により、同年4月7日に東京都・神奈川県に緊急事態宣言が発出されたことに伴い、翌4月8日から「京急ステーションストア」全店舗を休業。そのまま営業を再開することなく、同年11月15日付で全店閉店した。
「京急ステーションストア」では、駅員が売店業務を兼務する形態が最後まで続けられていたが、京浜急行電鉄は「昨今の状況を鑑みて閉店を決めた」として、店舗跡地には無人型店舗や自動販売機の設置を検討する旨を発表した。
同業他社では、近畿日本鉄道の一部の駅でファミリーマートの店員が駅員を兼務するという例が見られる。

## 沿革
- 1947年（昭和22年）11月28日 - 前身となる株式会社京急共栄会を設立。駅構内にて売店の営業を行う。
- 1948年（昭和23年）6月1日 - 東京急行電鉄（大東急）から分離独立して京浜急行電鉄を設立。
- 2001年（平成13年）6月16日 - 京急ステーションサービス（旧商号）として設立。駅運営受託業務を開始。
- 2005年（平成17年）7月1日 - 京急ステーションサービスから京急ステーションコマースに商号変更。駅運営受託業務を（新）京急ステーションサービスへ移管。
- 2009年（平成21年）9月30日 -　株式会社セブン‐イレブン・ジャパンと業務提携を締結し、京急ステーションストア（駅売店）を順次セブン‐イレブン店舗に転換することを発表。
- 2019年（平成31年）4月1日 - 京急グループの流通事業再編の一環として、京急ストアを存続会社、京急ステーションコマースを消滅会社とする吸収合併を行う[2]。京急ストアが京急ステーションコマースの全事業を継承。
- 2020年（令和2年）
  - 4月8日 - 新型コロナウイルス感染症（COVID-19）に対する緊急事態宣言の発令に伴い、セブン-イレブンへ未転換の「京急ステーションストア」店舗を全店休業。
  - 11月15日 - セブン-イレブンへ未転換の「京急ステーションストア」店舗が全店閉店。

## 事業内容

### 売店事業
直営事業の柱として、京急線駅構内の売店「京急ステーションストア」、みなとみらい線横浜駅における売店の運営・管理事業を行っていた（一部委託店舗あり）。公共料金等代金収納サービスや、セブン銀行ATM（一部店舗除く）を設置し、利用客の利便性向上を図った。同社がフランチャイズ出店するセブン-イレブンの店名は「京急ST○○店」となっている。
2013年8月時点で、品川(3)、青物横丁、平和島、梅屋敷、京急蒲田(2)、穴守稲荷、羽田空港国際線ターミナル、羽田空港国内線ターミナル(2)、雑色、京急川崎(3)、小島新田、鶴見、横浜(5)、黄金町、弘明寺、上大岡(3)、京急富岡、金沢文庫(3)、追浜、汐入、横須賀中央(2)、京急久里浜、YRP野比、三崎口の合計19駅39店舗にセブン-イレブンを展開していた。

### 賃貸事業
京急線駅構内および駅至近の賃貸物件における管理運営から販促、テナントミックス、リーシングまでトータルマネジメントを提案・実施。市場動向を見極め、その駅の利用者特性や地域性も考慮した提案を行うことによって、沿線価値の向上と活性化を図る。

### 構内営業事業
駅ナカでの物販およびサービスの催事営業、また期間限定ショップの管理・運営事業を行っている。 駅利用客のニーズに合わせた業種を展開していくことによって沿線価値の向上を図る。

### インターネット通販事業
京急オリジナルグッズの販売を中心とするオンラインショップ「おとどけいきゅう」の運営を行う。